# Бозай (Келеський район)
Боза́й (каз. Бозай) — село у складі Келеського району Туркестанської області Казахстану. Адміністративний центр Бозайського сільського округу.
У радянські часи село називалось Бузай.
Населення — 1805 осіб (2021; 1431 у 2009, 1024 у 1999).